# Edna May Oliver
Edna May Oliver (9 de noviembre de 1883 - 9 de noviembre de 1942) fue una actriz estadounidense.

## Primeros años
Su verdadero nombre era Edna May Nutter, y nació en Malden, Massachusetts, sus padres fueron Ida May y Charles Edward Nutter. Edna era descendiente del sexto presidente de los estados Unidos, John Quincy Adams. Dejó la escuela a los catorce años para tratar de hacer una carrera teatral, consiguiendo su primer éxito en 1917 con la comedia musical de Jerome Kern representada en Broadway Oh, Boy!, en la cual interpretaba a la tía Penélope.

## Carrera
En la década de 1930 fue una de las actrices de carácter más conocidas de los Estados Unidos, especializada en la interpretación de solteronas de lengua afilada.
En 1925 Oliver actuó en The Cradle Snatchers, trabajando junto a Mary Boland, Margaret Dale, Gene Raymond, Raymond Hackett y un joven Humphrey Bogart. La más notable actuación teatral de Oliver fue como Parthy en la representación original de 1927 del musical Show Boat. Repitió el papel en la reposición de 1932 en Broadway, pero rechazó la oportunidad de trabajar en la versión cinematográfica de 1936 para interpretar a la Nodriza en la versión filmada ese año de Romeo y Julieta, su único papel de Shakespeare para el teatro o el cine.
Su debut cinematográfico se había producido en 1923 con el film Wife in Name Only, y su última película fue Lydia en 1941. Oliver ganó notoriedad por sus actuaciones en varias comedias protagonizadas por Bert Wheeler y Robert Woolsey, entre ellas Half Shot at Sunrise, su primer título bajo contrato con RKO Pictures en 1930.
Aunque casi siempre interpretaba papeles de reparto, protagonizó 10 filmes, entre ellos Fanny Foley Herself y Ladies of the Jury. Las producciones más populares de Edna May Oliver fueron una serie de comedias de misterio en las que interpretaba a Hildegarde Withers, personaje de las novelas de Stuart Palmer. Esta serie finalizó prematuramente cuando Oliver dejó RKO para firmar contrato con MGM en 1935. Aunque el estudio intentó continuar la serie con Helen Broderick y, más adelante, con ZaSu Pitts, estas películas no tuvieron éxito.
Oliver intervino con frecuencia en adaptaciones para el cine de clásicos de la literatura del Reino Unido, como fue el caso de Alicia en el país de las maravillas (1933), Historia de dos ciudades (1935), David Copperfield (1935), Romeo y Julieta, y Pride and Prejudice (1940). Fue nominada al Óscar a la mejor actriz de reparto en 1939 por su actuación en Drums Along the Mohawk.
Oliver fue una de las muchas estrellas caricaturizadas en el film de dibujos animados de 1937 Porky's Road Race, siendo también satirizada en la producción de Friz Freleng The Hardship of Miles Standish (1940).

## Fallecimiento
Oliver falleció en Malibu (California) el día de su 59 cumpleaños, en 1942, tras una corta enfermedad intestinal, siendo enterrada en el Cementerio Forest Lawn Memorial Park de Glendale (California).

## Filmografía
| - Wife in Name Only (1923), como Mrs. Dornham - Three O'Clock in the Morning (1923), como Hetty - Restless Wives (1924), como secretaria de Benson - Icebound (1924), como Hannah - Manhattan (1924), como Mrs. Trapes - The Lady Who Lied (1925) - The Lucky Devil (1925), como Mrs. McDee - Lovers in Quarantine (1925), como Amelia Pincent - The American Venus (1926), como Mrs. Niles - Let's Get Married (Casémonos) (1926), como J.W. Smith - The Saturday Night Kid (1929), como Miss Streeter - Half Shot at Sunrise (1930), como Mrs. Marshall - Cimarrón (1931), como Mrs. Tracy Wyatt - Laugh and Get Rich (1931), como Mrs. Sarah Cranston Austin - Cracked Nuts (1931), como Tía Minnie Van Varden - Newly Rich (1931), como Bessie Tate - Fanny Foley Herself (1931), como Fanny Foley - Ladies of the Jury (1932), como Mrs. Livingston Baldwin Crane - Hold 'Em Jail (1932), como Violet - The Conquerors (Los conquistadores) (1932), como Matilda Blake - Penguin Pool Murder (1932), como Miss Hildegarde Martha Withers - The Great Jasper (1933), como Madame Talma - It's Great to Be Alive (1933), como Dr. Prodwell - Ann Vickers (1933), como Malvina Wormser | - Meet the Baron (1933), como Dean Primrose - Only Yesterday (Parece que fue ayer) (1933), como Leona - Mujercitas/Las cuatro hermanitas (1933), como Tía March - Alicia en el país de las maravillas (1933), como La Reina Roja - The Poor Rich (1934), como Harriet Spottiswood - The Last Gentleman (1934), como Augusta Pritchard - Murder on the Blackboard (1934), como Hildegarde Withers - We're Rich Again (1934), como Maude Stanley - David Copperfield (1935), como Tía Betsy Trotwood - Murder on a Honeymoon (1935), como Hildegarde Withers - No más mujeres (1935), como Mrs. Fanny "Grandma" Townsend - Historia de dos ciudades (1935), como Miss Pross - Romeo y Julieta (1936), como la Nodriza - Parnell (1937), como Tía Ben Wood - My Dear Miss Aldrich (1937), como Mrs. Lou Atherton - Rosalie (1937), como Reina de Romanza - Paradise for Three (1938), como Mrs. Julia Kunkel - Little Miss Broadway (1938), como Sarah Wendling - The Story of Vernon and Irene Castle (1939), como Maggie Sutton - Second Fiddle (1939), como Tía Phoebe - Nurse Edith Cavell (1939), como Condesa de Mavon - Drums Along the Mohawk (Corazones indomables) (1939), como Mrs. McKlennar - Pride and Prejudice (1940), como Lady Catherine de Bourgh - Lydia (1941), como Sarah MacMillan |

## Premios y distinciones
Premios Óscar
| Año  | Categoría               | Película             | Resultado |
| ---- | ----------------------- | -------------------- | --------- |
| 1940 | Mejor actriz de reparto | Corazones indomables | Nominada  |